# Cromatografia a scambio ionico

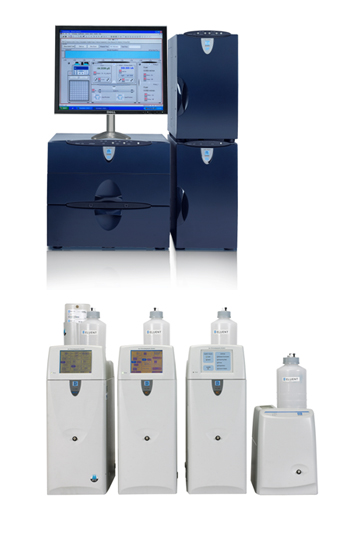
Strumenti utilizzati in cromatografia ionica

La cromatografia a scambio ionico, o semplicemente cromatografia ionica (IC), è il tipo di cromatografia che si basa sul principio di attrazione tra gli ioni di carica opposta. Molti composti organici, come ad esempio gli amminoacidi, possono avere parti della molecola polari favorendo quindi la loro separazione tramite questo metodo. La carica netta che questi composti presentano dipende dal loro pKa e dal pH della soluzione. Molto importante è anche il ruolo della determinazione della concentrazione dei cationi e anioni nell'ambito dell'analisi delle acque.
La cromatografia a scambio ionico permette di separare molto semplicemente gli ioni. È molto utile per la purificazione di campioni analitici poiché, ad esempio, si potrebbe aver bisogno di analizzare un anione in una matrice di cationi. Come le altre metodiche cromatografiche è inoltre in grado di effettuare determinazioni quali-quantitative.

## La tecnica
Nella cromatografia a scambio ionico la fase stazionaria è costituita da macromolecole contenenti dei siti attivi ionizzati, in cui i controioni possono essere scambiati con altri aventi carica uguale, eluiti con la fase mobile.
Si instaura così una sorta di competizione fra i controioni della fase stazionaria e quelli della miscela in fase di separazione, nei confronti dei siti attivi ionizzati della fase stazionaria. Durante la separazione gli ioni presenti nella fase mobile vengono separati gli uni dagli altri in base alla diversa affinità per ciascuno dei siti ionizzati della fase stazionaria.
Come nella normale cromatografia, si ha una colonna cromatografica impaccata con uno speciale tipo di resina, in grado di scambiare ioni. Esistono due tipi di resine: scambiatrici anioniche e scambiatrici cationiche. Queste ultime possiedono gruppi carichi negativamente e attraggono, quindi, molecole cariche positivamente, viceversa la prima. Esempio classico di gruppo in grado di scambiare cationi è -SO3-, mentre un tipico gruppo che scambia anioni è il gruppo -NH3+. Molto importante, ai fini di determinare l'intensità dell'interazione fase fissa-analita, è il rapporto carica/massa: utilizzando infatti il modello elettrostatico è possibile spiegare i diversi tempi di ritenzione, in quanto le specie ioniche aventi maggior rapporto carica/massa sono quelle che vengono maggiormente trattenute (ad esempio Na+ esce prima rispetto a Fe3+ e lo stesso Fe3+ segue Fe2+). Altresì, poiché la fase mobile è generalmente un tampone (essenziale nel caso di scambiatori deboli), occorre considerare non il raggio ionico dello ione nudo, ma il suo raggio di idratazione. Accade così che uno ione più hard, come Li+, associ una sfera di coordinazione più ampia e venga perciò eluito prima dello ione sodio, che ha un raggio ionico nudo più ampio.

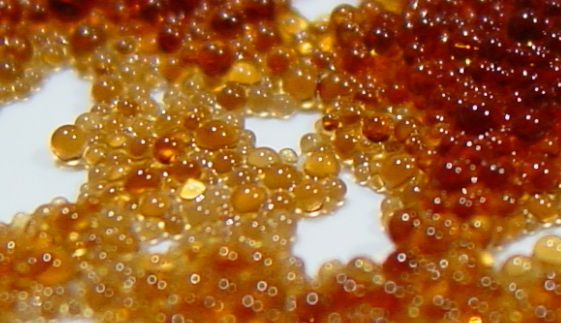
Pellets di resina a scambio ionico.

Molti scambiatori ionici sono costituiti da polimeri di stirene e di divinilbenzene (polistirene). Il polistirene essendo un polimero lineare è solubile in numerosi solventi. Condensando invece stirene con divinilbenzene si ottengono polimeri con legami crociati e quindi insolubili (reticolati o termoindurenti): più è alto il numero di legami crociati maggiore sarà la capacità di trattenere composti ad alto peso molecolare. Alla lunga queste colonne devono essere rigenerate e di solito si usano sali in grado di creare composti più stabili con gli ioni in colonna, in modo da rigenerare la resina (di solito si usa cloruro di sodio concentrato). Altre colonne, meno pregiate, utilizzano invece la silice opportunamente modificata chimicamente.

## Soppressione
Esistono in commercio strumentazioni in grado di attuare quella che viene definita cromatografia a scambio ionico con soppressione. Il termine soppressione si riferisce all'annullamento della conducibilità elettrica dovuta ai componenti ionici presenti nell'eluente.
La soppressione è di fondamentale importanza quando si effettua ad esempio la determinazione simultanea dei cationi e degli anioni, e viene effettuata utilizzando una seconda colonna dopo quella di separazione. Questa seconda colonna sarà di scambio anionico quando si effettua la separazione di cationi e viceversa di scambio cationico quando vengono separati gli anioni. Ad esempio, utilizzando una resina a scambio anionico del tipo -NH4+OH- e un eluente tamponato con ioni HCO3- e CO32-, una colonna di soppressione a scambio cationico del tipo -SO3-H+ rilasciando lo ione idrogeno neutralizza HCO3- e CO32- producendo anidride carbonica e acqua.
Nell'utilizzo pratico la soppressione sfrutta più agevolmente apposite membrane autorigeneranti, piuttosto che le classiche colonne.
La soppressione permette di rivelare, tramite rivelatore a conducibilità, quantità di metalli in tracce con ottima accuratezza ed è indispensabile per molte analisi ambientali.